# Синец (река)
Синец (укр. Синець) — река, которая впадает в Замглайскую болотную систему, протекающая по Черниговскому району Черниговской области Украины.

## География
Длина — 6,5 км. Русло реки в среднем течении (севернее села Залесье) находится на высоте 134,3 м над уровнем моря. Река берёт начало на болоте западнее села Перерост (Городнянский район). Река течёт по лесному массиву (доминирование сосны) на юго-запад и запад, делая повороты. Впадает в Замглайскую болотную систему южнее села Ловынь (Репкинский район), которая преобразована системой осушительных каналов в верховье реки Вир.
Русло в нижнем течении пересыхает.
Притоки: нет крупных.
Населённые пункты на реке (от истока к устью): нет.